# Tensas
De Tensas is een rivier met een lengte van 400 km die ontspringt in het oosten van Arkansas. De rivier meandert in zuidelijke richting door Louisiana evenwijdig aan de Mississippi en vormt na samenvloeiing met de Ouachita nabij Jonesville de Black River. Een belangrijke zijrivier is de Bayou Macon, die evenwijdig met de Tensas stroomt.
De rivier is genoemd naar de Tensa indianenstam.
In 1980 werd langs de oevers van de rivier het Tensas River National Wildlife Refuge opgericht. Dit omspant een gebied van meer dan 8.000 ha. met bossen en watergebied waar onder meer de zwarte beer van Louisiana leeft.